# Љесковац (Двор)
Љесковац је насељено мјесто у општини Двор, у Банији, Сисачко-мославачка жупанија, Република Хрватска.

## Историја
Љесковац се од распада Југославије до августа 1995. године налазио у Републици Српској Крајини.

## Становништво
На попису становништва 2011. године, Љесковац је имао 57 становника.
| Националност       | 1991. | 1981. | 1971. | 1961. |
| Срби               | 212   | 283   | 510   | 719   |
| Југословени        |       | 22    | 1     |       |
| Муслимани          |       |       | 1     | 1     |
| остали и непознато | 8     | 8     | 2     | 3     |
| Укупно             | 220   | 313   | 514   | 723   |

| Демографија | Демографија | Демографија |
| Година      | Становника  | Становника  |
| ----------- | ----------- | ----------- |
| 1961.       | 723         |             |
| 1971.       | 514         |             |
| 1981.       | 313         |             |
| 1991.       | 220         |             |
| 2001.       | 69          |             |
| 2011.       |             | 57          |

## Попис 1991.
На попису становништва 1991. године, насељено место Љесковац је имало 220 становника, следећег националног састава:
| Попис 1991.‍  | Попис 1991.‍  | Попис 1991.‍ | Попис 1991.‍ | Попис 1991.‍ |
| ------------ | ------------ | ----------- | ----------- | ----------- |
|              |              |             |             |             |
| Срби         | Срби         |             | 212         | 96,36%      |
| Муслимани    | Муслимани    |             | 1           | 0,45%       |
| неопредељени | неопредељени |             | 4           | 1,81%       |
| непознато    | непознато    |             | 3           | 1,36%       |
| укупно: 220  |              |             |             |             |